# 中公クラシックス
中公クラシックスは、中央公論新社（読売新聞グループ）が刊行する新書版レーベル。2001年4月に創刊。

## 案内
1966年から1982年にかけ刊行された『世界の名著』、『日本の名著』の改訂新版を軸に刊行。
「名著」シリーズ以外では、人文・社会科学系は和辻哲郎、宮崎市定、竹山道雄、林達夫、梅棹忠夫、高坂正堯、永井陽之助等、文学者は折口信夫、会津八一、谷崎潤一郎、坂口安吾等。
「中央公論」執筆、「著作集」などで関わりが深かった著者の代表作を刊行している。
当初は毎月1・2冊刊行で、2010年前後からは数ヶ月に1冊の出版で、2019年11月以降は未刊だったが、2025年に新刊を出版した。
別冊は、テーマ別解説集「中公クラシックス・コメンタリィ」（「聖典」、「諸子百家～」、「鎌倉仏教～」、「ルネサンス」の全4巻）と、ガイドブック「古典の扉」（全2巻）。